# Marie Sobková

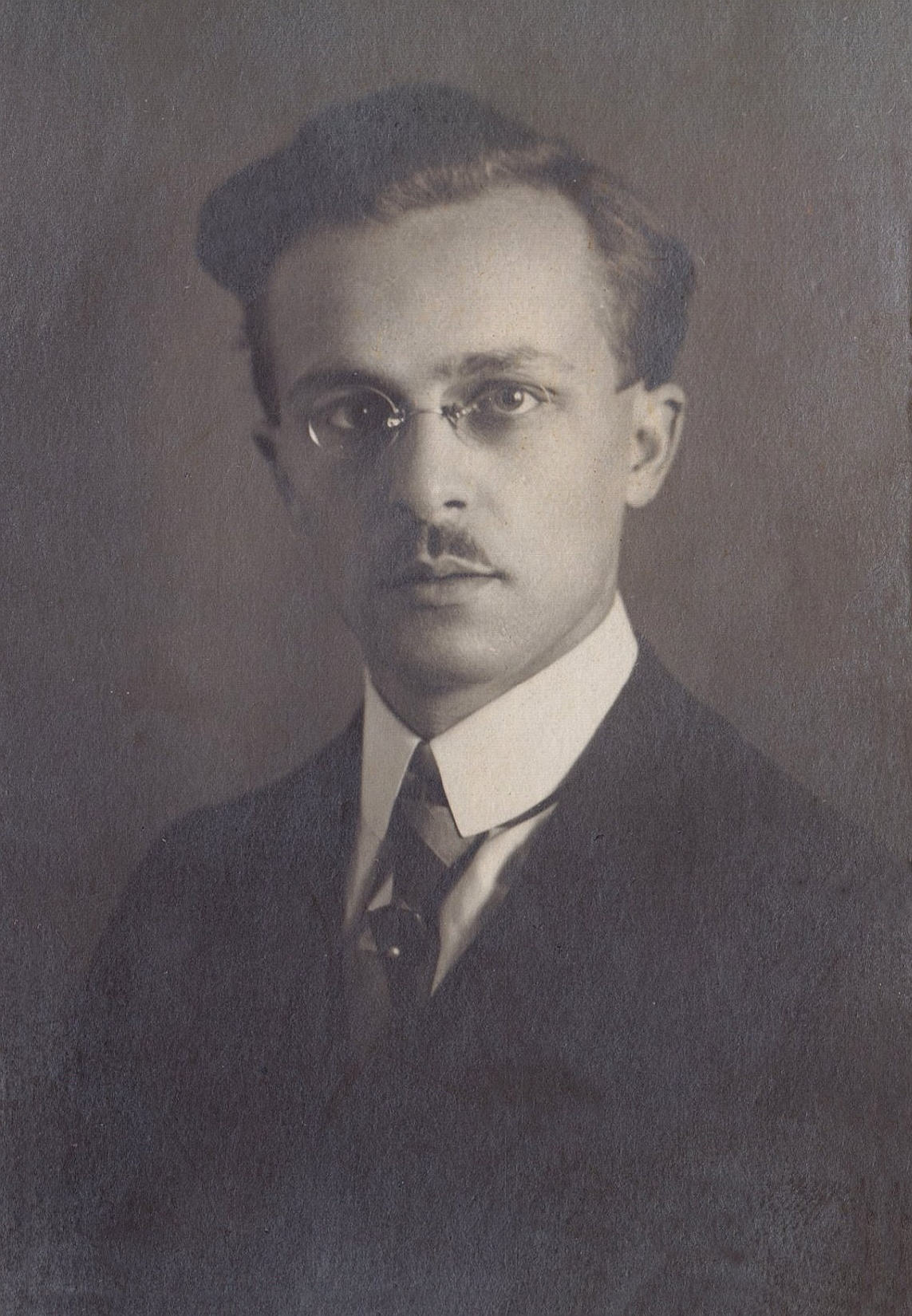
Její manžel MUDr. Soběslav Sobek

Marie Sobková, rozená Trösterová (6. července 1902 Vrbičany u Lovosic – 24. října 1942 Koncentrační tábor Mauthausen) patřila za protektorátu spolu se svým manželem MUDr. Soběslavem Sobkem mezi členy domácího protiněmeckého odboje a mezi podporovatele parašutistů výsadku Anthropoid.

## Život

### Rodinné zázemí, studia, sňatek
Maie Sobková se narodila jako Marie Trösterová 6. července 1902 ve Vrbičanech u Lovosic do rodiny Václava Tröstera a Marie Trösterové a měla ještě další dva sourozence. Během svých studií na lékařské fakultě, které ale nedokončila, se Marie seznámila se svým budoucím manželem Soběslavem Sobkem, který v roce 1924 studium na lékařské fakultě University Karlovy v Praze dokončil a stal se specialistou na léčení tuberkulózy a dalších plicních chorob. Po sňatku Marie Trösterová (resp. Sobková) přijala roli ženy v domácnosti. Oba manželé Sobkovi byli římskokatolického vyznání. Po skončení Soběslavova lékařského studia následovala Marie svého manžela, který působil na různých místech Moravy a Slovenska až jej nakonec jeho profese zavedla do Vysokých Tater.

Historické pohlednice míst, kde MUDr. Soběslav Sobek působil po skončení studia
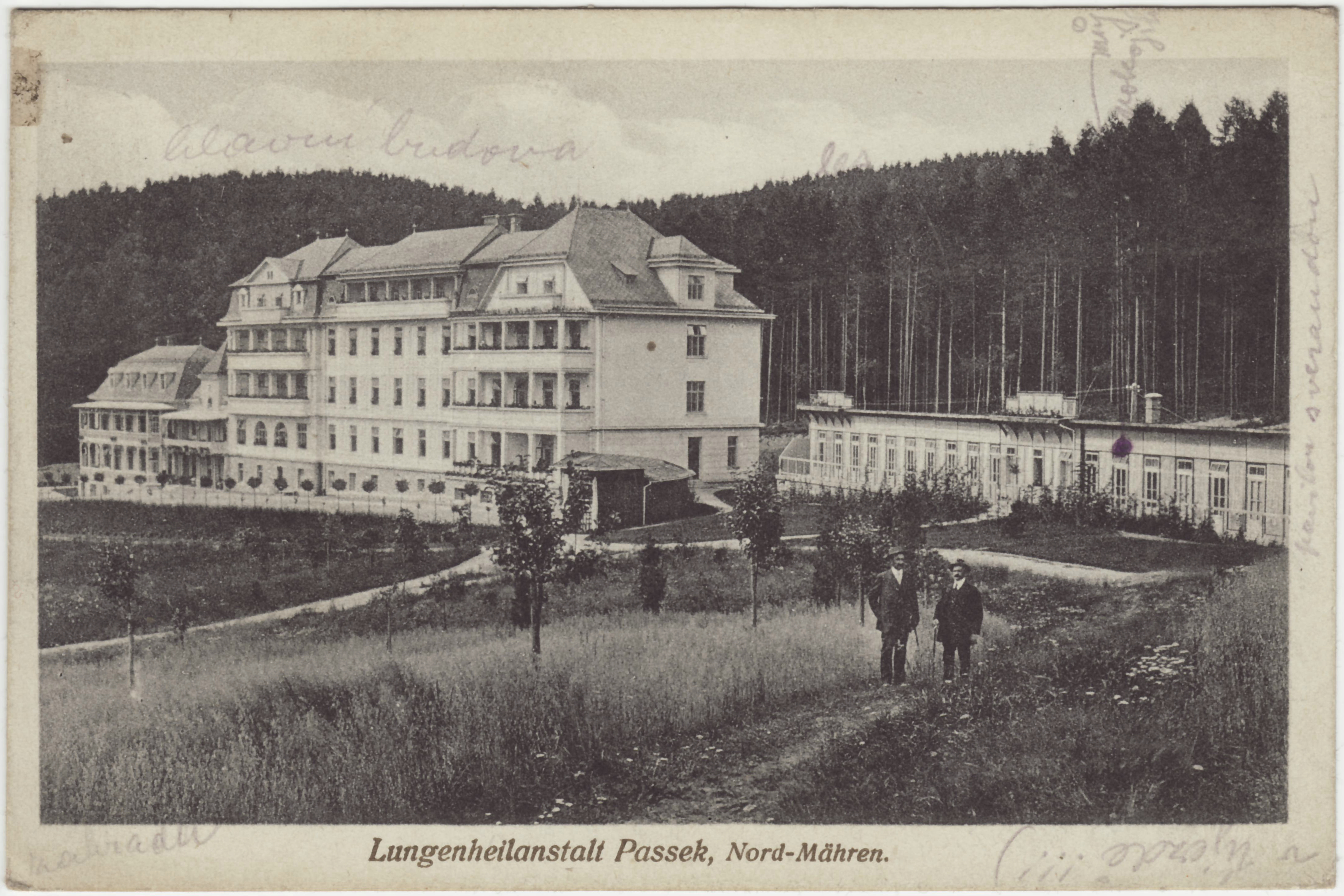
Léčebna TBC v Pasece na Moravě
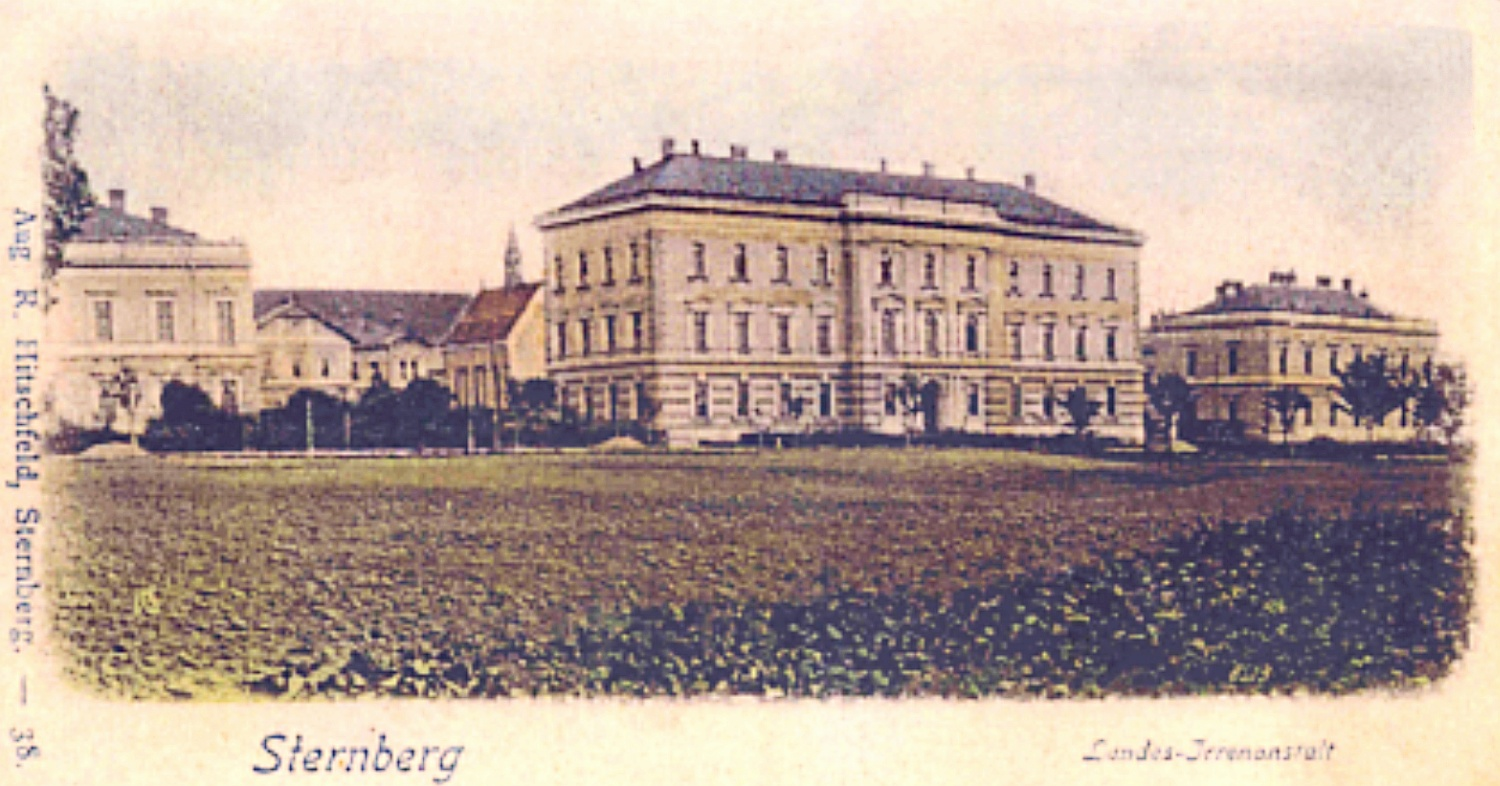
Ústav pro choromyslné ve Šternberku
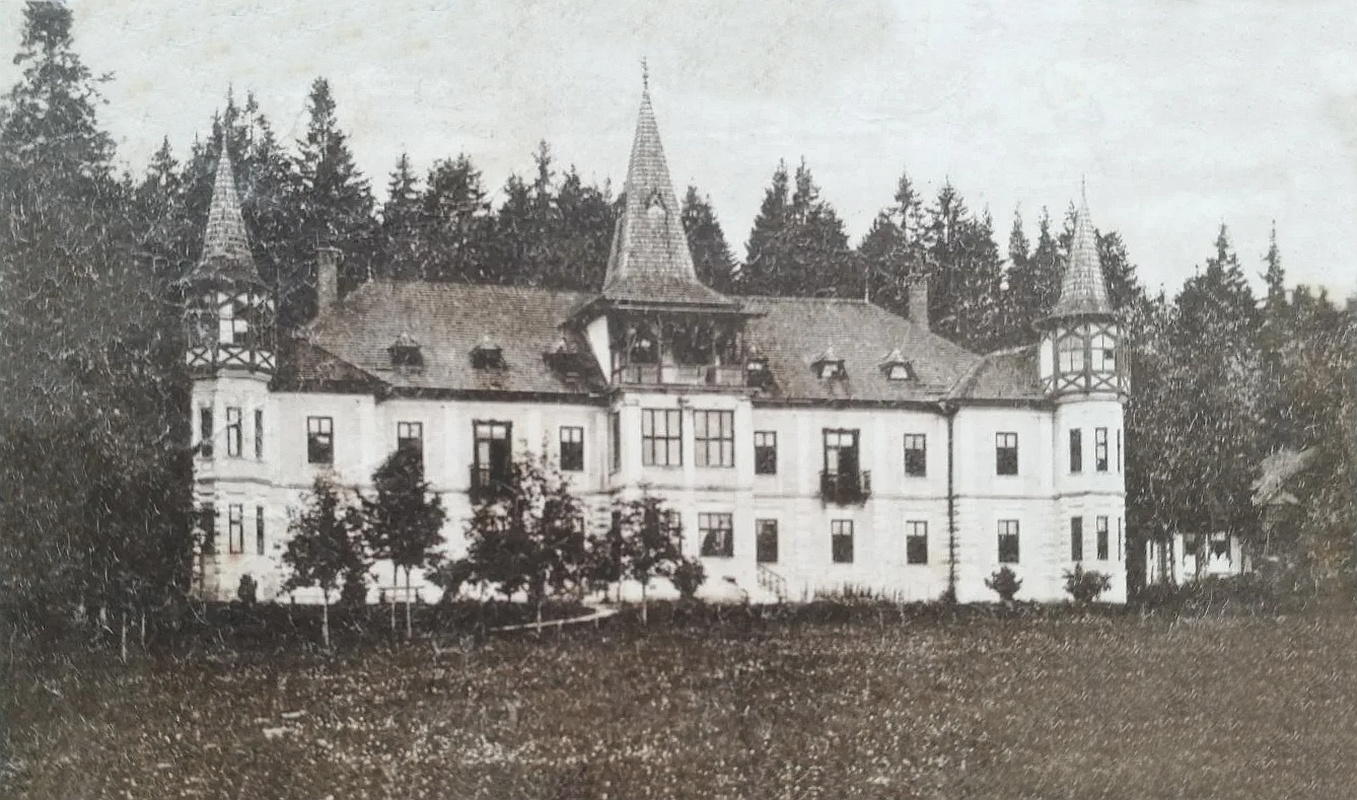
Plicní léčebna v Květnici u Popradu
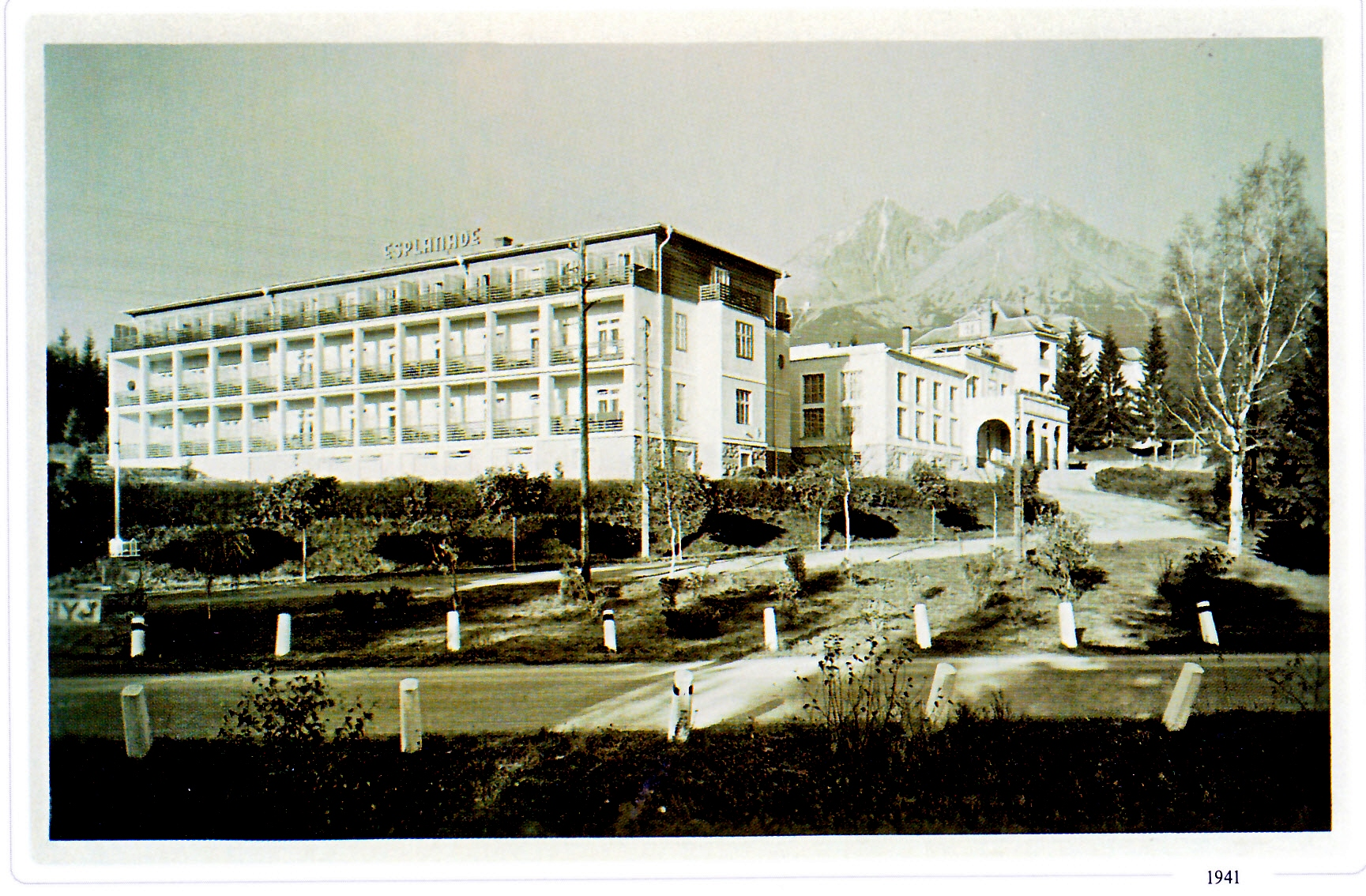
Plicní sanatorium v Tatranských Matliaroch

### Z Vyšných Hágů do Prahy
V lednu 1936 byl MUDr. Soběslav Sobek jmenován prvním ředitelem plicního sanatoria Svazu nemocenských pojišťoven ve vysokotatranské osadě Vyšné Hágy na Slovensku v oblasti Štrbského plesa. To už probíhala od podzimu 1934 vlastní stavba rozsáhlého areálu sanatoria, na jehož projektu se Soběslav podílel především sdílením svých osobních zkušeností získaných návštěvami podobných evropských ústavů. Areál plicního sanatoria s provozními budovami a léčebnými prostory ve Vyšných Hágách byl dokončen v roce 1941, ale jeho slavnostní otevření se odehrálo již bez přítomnosti manželů Sobkových, kteří se (po zániku Československa v březnu 1939) byli nuceni přestěhovat do Prahy, kde bydleli nejprve na Loretánském náměstí číslo 7 a od 5. ledna 1940 pak v činžovním domě v Italské ulici číslo 25 na pražských Vinohradech. V Praze se Soběslav stal zaměstnancem plicního ambulatoria pražského Ústředního svazu nemocenských pojišťoven a současně vykonával funkci člena Ústředního výboru Masarykovy ligy proti tuberkulóze.

Sanatorium ve Vyšných Hágách na dobových pohlednicích
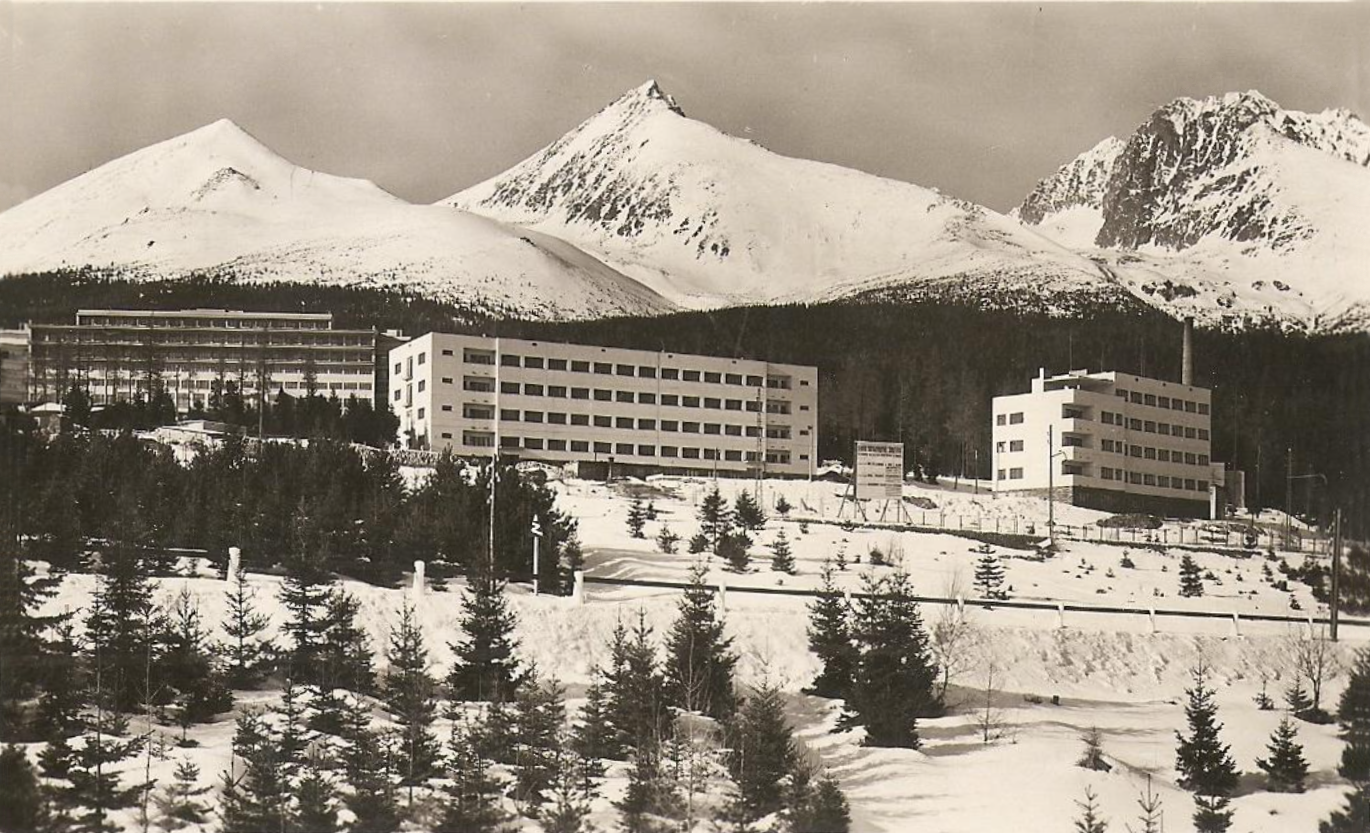
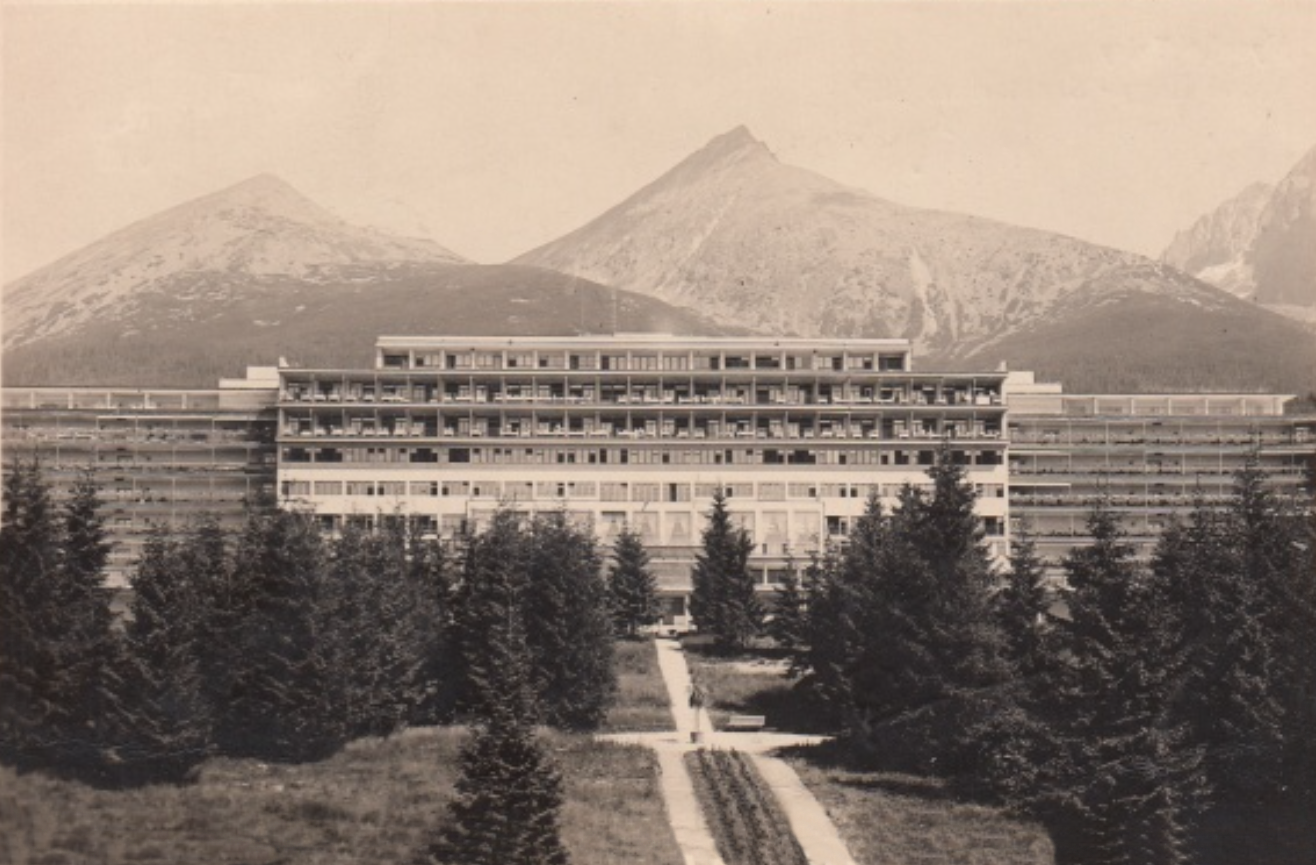

Bydliště manželů Sobkových v Praze
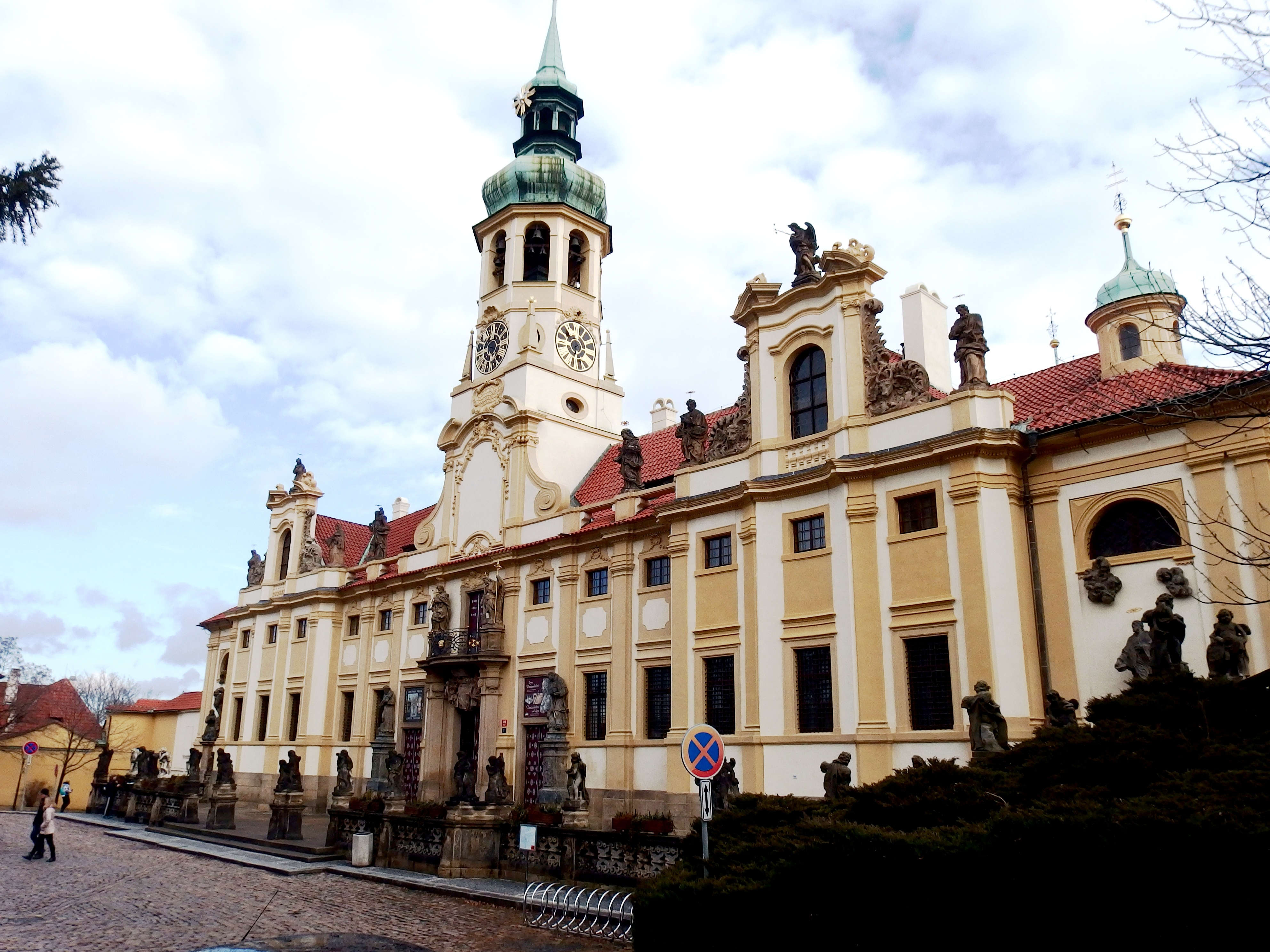
Loretánské náměstí 100/7, 118 00 Praha 1 - Hradčany
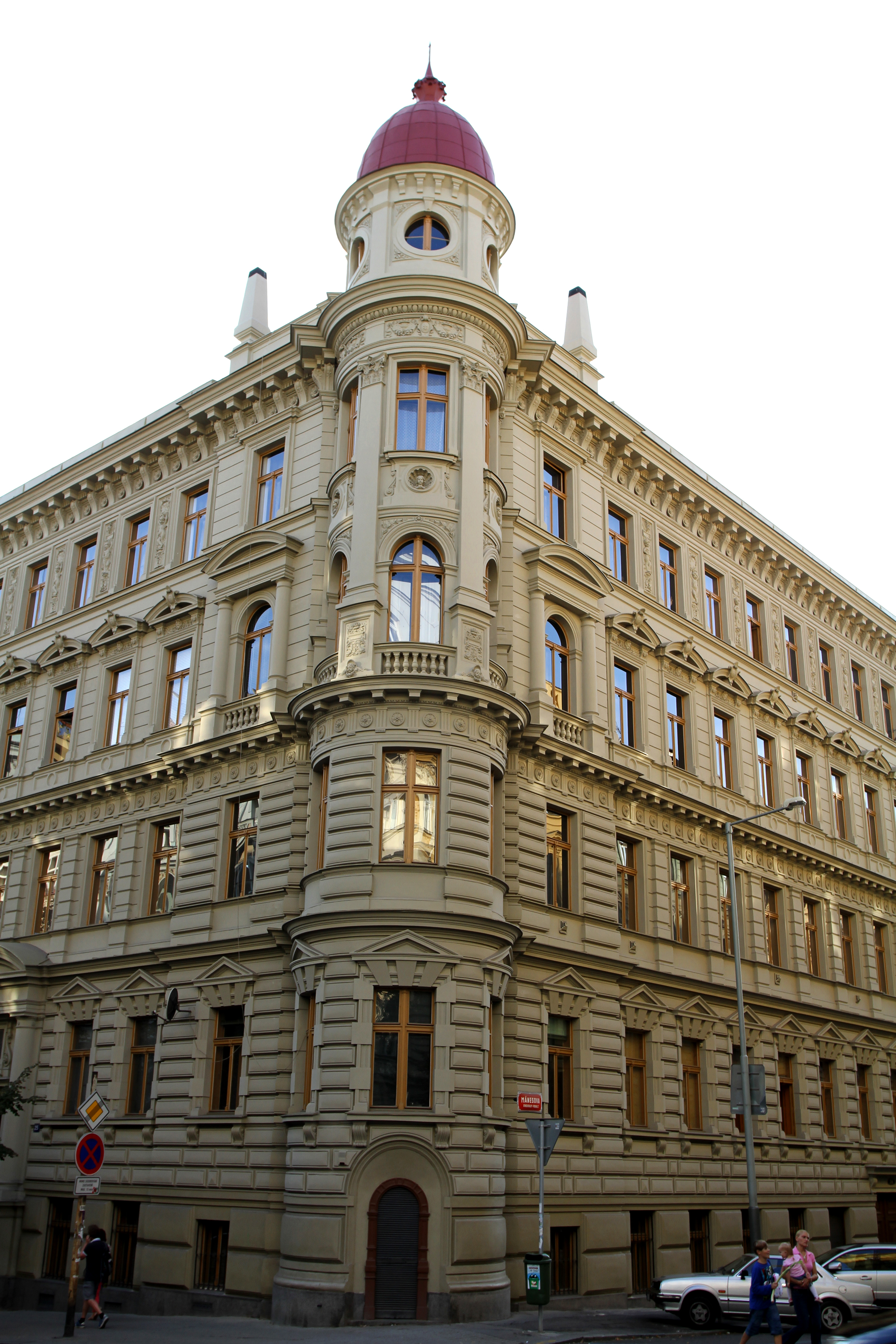
Italská 36/25, 120 00 Praha 2 - Vinohrady

### Kontakty Soběslava Sobka
A byla to právě funkce člena Ústředního výboru Masarykovy ligy proti tuberkulóze, prostřednictvím níž se MUDr. Soběslav Sobek seznámil a spřátelil s úředníkem Československého červeného kříže Petrem Fafkem; předsedou Zemského sboru Masarykovy ligy proti tuberkulóze MUDr. Karlem Svěrákem; členem Masarykovy ligy proti tuberkulóze (a revizorem účtů) Janem Sonnevendem; s ředitelem Ústředního svazu nemocenských pojišťoven JUDr. Jiřím Pleskotem; vedoucím úředníkem Ústřední sociální pojišťovny JUDr. Františkem Slavíčkem a generálním tajemníkem Masarykovy ligy proti tuberkulóze MUDr. Janem Včelákem.

### Odbojová činnost
Po okupaci Čech, Moravy a Slezska hitlerovským Německem a po nastolení protektorátu (15. března 1939) se výše uvedení přátelé, jakož i Soběslav Sobek s manželkou, zapojili do aktivního protiněmeckého odboje. Po příchodu parašutistů z výsadku Anthropoid (společně s výsadkem Silver A a Silver B) v noci 29. prosince 1941 do protektorátu pak titíž odbojáři začali aktivně a všestranně podporovat i výsadkáře.
Při útoku na zastupujícího říšského protektora Reinharda Heydricha (dopoledne 27. května 1942) byl rotmistr Jan Kubiš při explozi granátu lehce zraněn v obličeji (nad levým okem). S určitými těžkostmi se dostal ke svému zaparkovanému jízdnímu kolu (zapůjčenému od rodiny Smržových z Vysočan), nasedl na něj a spěchal z místa činu. Zraněnou tvář si kryl rukou, špatně viděl a na rohu nedaleko od libeňské sokolovny lehce srazil chodkyni Anežku Rožkovou. Při střetu spadl z kola, ještě více krvácel, ale opět nasedl na velociped a dál pokračoval v jízdě Primátorskou ulicí dolů do Staré Libně. U libeňské prodejny firmy Baťa na Primátorské třídě opřel zkrvavený velociped o výlohu obchodu směřující do postranní ulice Slavatovy (dnes ulice U Synagogy) a snažil se nepozorovaně projít postranními ulicemi a oklikami až na domluvené záchytné místo (do ulice Pavla Stránského) ve Staré Libni (do bytu rodiny Václava Nováka).
První ošetření zraněného Kubišova obličeje a oka proběhlo u Jaroslava Piskáčka ve Vysočanech a provedl je povšechně a bez odbornosti očního specialisty MUDr. Břetislav Lyčka s tím, že bude potřeba dalšího ošetření nejlépe očního specialisty. A byl to právě Soběslav Sobek, kdo zprostředkoval (na žádost předsedy sboru starších pravoslavné církve v té době už penzionovaného ředitele brněnské Okresní nemocenské pojišťovny Jana Sonnevenda) Kubišovo ošetření tím, že požádal o pomoc svoji kolegyni – oční lékařku MUDr. Miladu Frantovou. Ta Janu Kubišovi jeho zraněný obličej a především oko nakonec odborně ošetřila.

Přátelé, známí a spolupracovníci v odboji
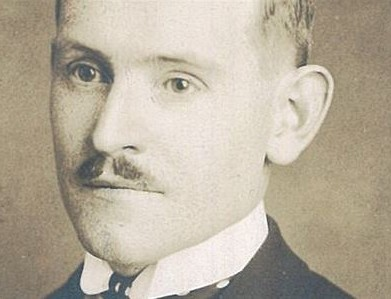
Petr Fafek
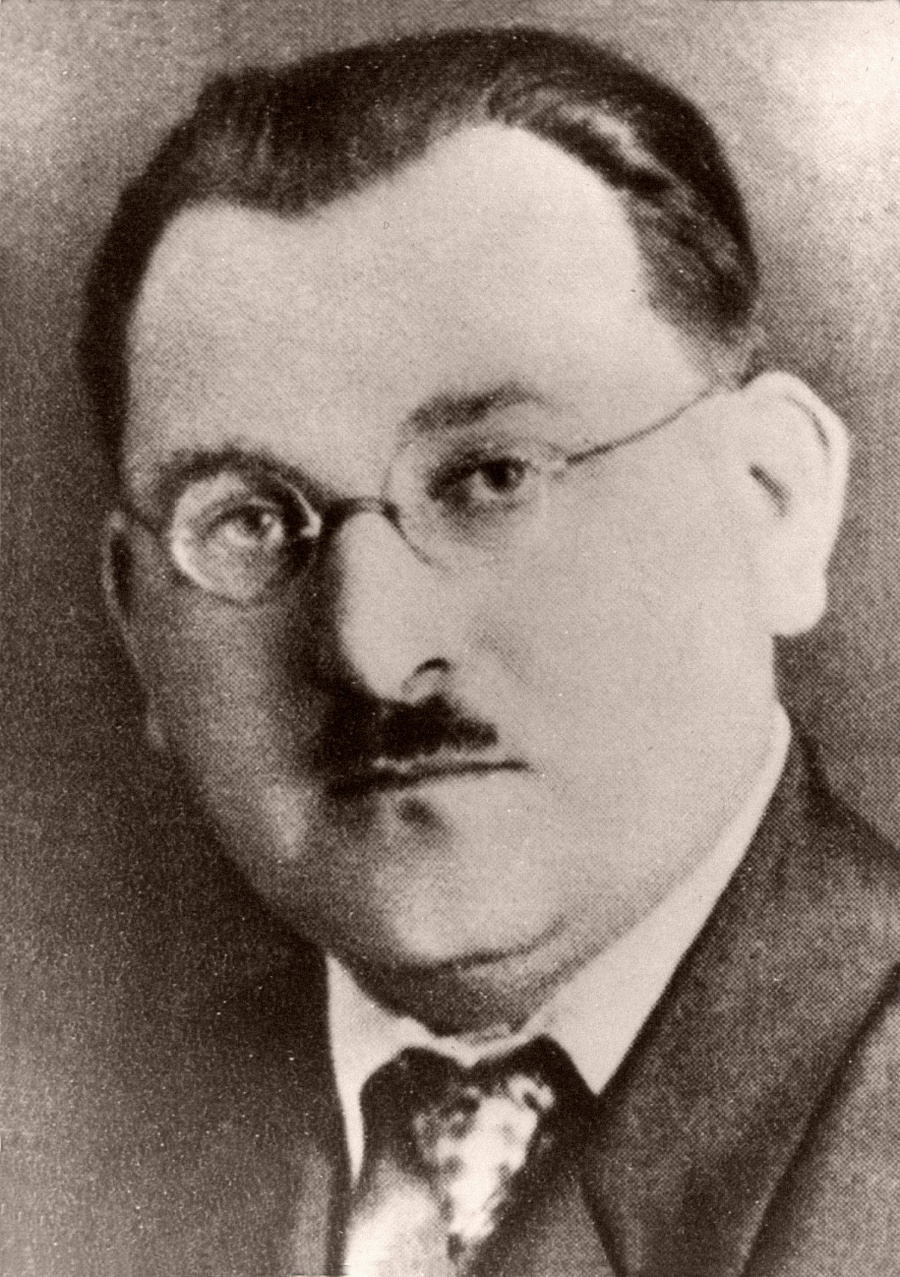
Karel Svěrák
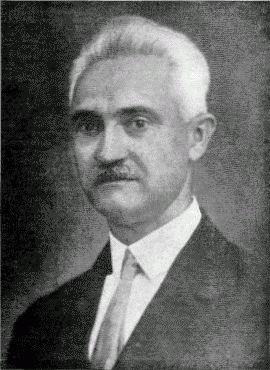
Jan Sonnevend
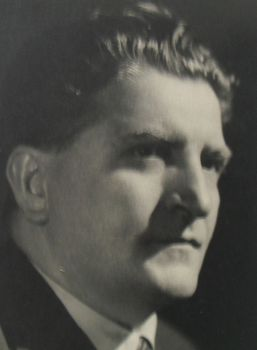
Jiří Pleskot
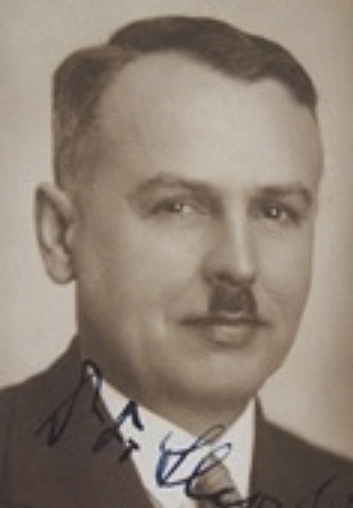
František Slavíček
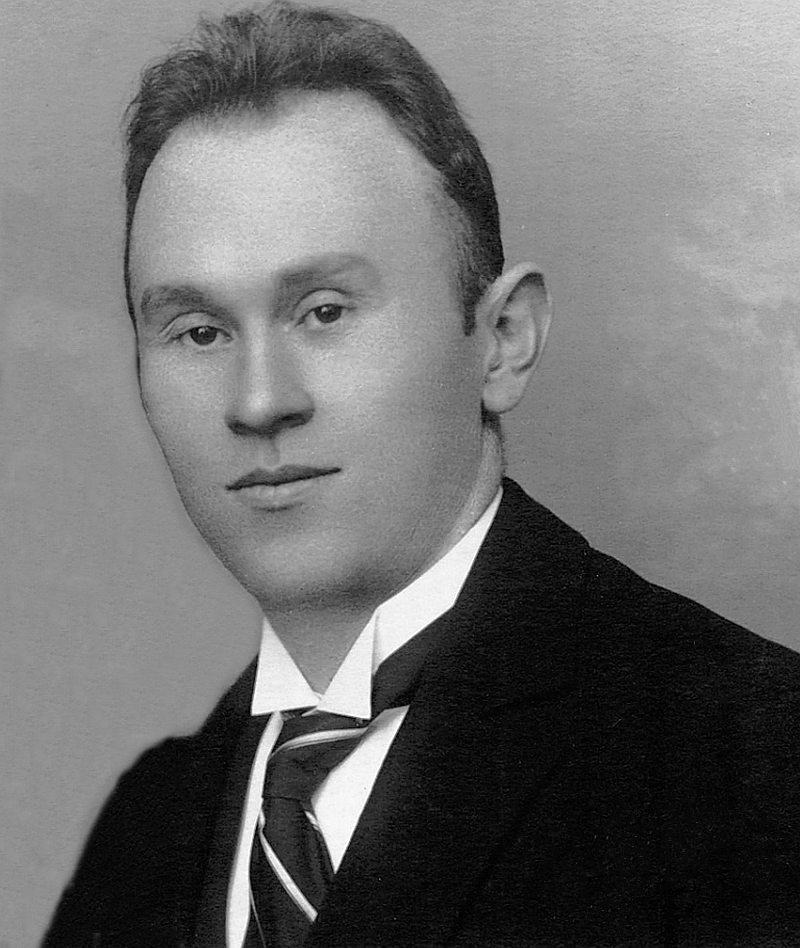
Jaroslav Piskáček
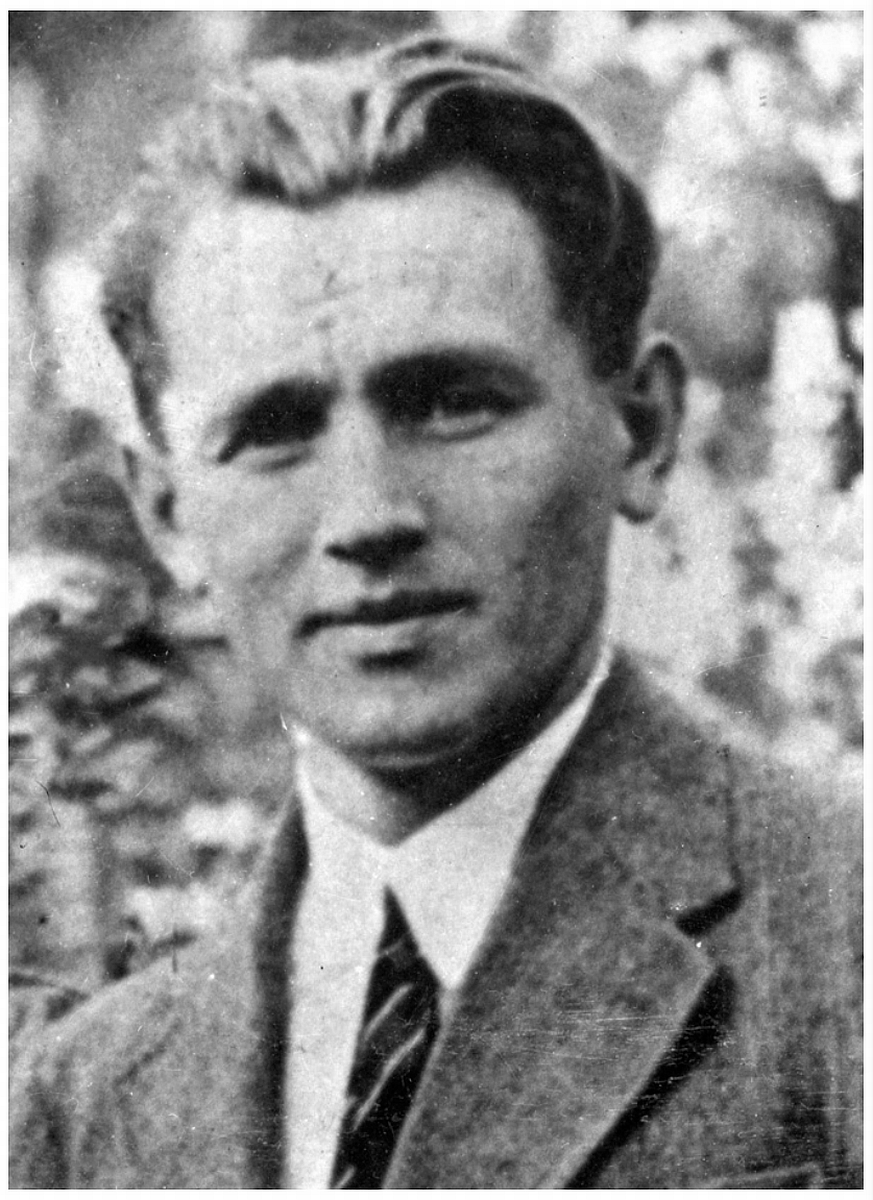
Břetislav Lyčka
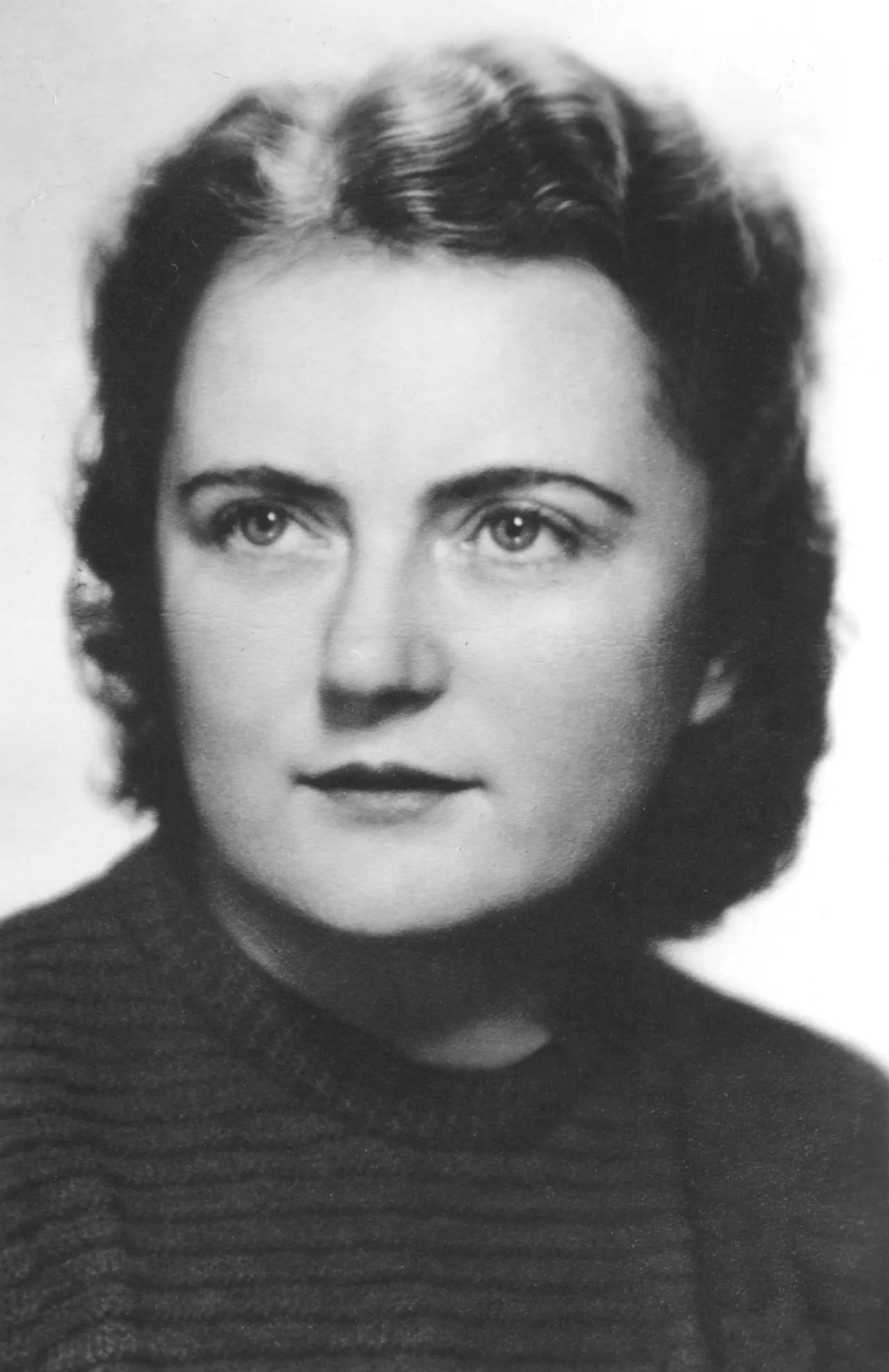
Milada Frantová

### Zatýkání odbojářů
Po útoku na zastupujícího říšského protektora Reinharda Heydricha (27. května 1942) byla činnost podporovatelů parašutistů z řad přátel Soběslava Sobka jakož i jejich nejbližších spolupracovníků v odboji odhalena. Stejně jako mnohým dalším se jim stala osudnou zrada Karla Čurdy (16. června 1942), po které následovala vlna zatýkání.
Dne 3. července 1942 byli zatčeni JUDr. Jiří Pleskot, JUDr. František Slavíček a MUDr. Jan Včelák. Marie a Soběslav Sobkovi byli zatčeni úředníky gestapa o čtyři dny později (tj. 7. července 1942) těsně před svým plánovaným odjezdem vlakem na dovolenou k Mariině matce do Roudnice nad Labem. Zatčení Sobkových proběhlo v místě jejich bydliště při návratu z bývalého Wilsonova nádraží, kam si manželé šli (v předvečer odjezdu) zakoupit jízdenky. Celý byt byl prohledán, zapečetěn a ze sbalených kufrů později gestapo povolilo blízkých příbuzným vyjmout jen pár svršků, za účelem výměny prádla zatčeným ve vazbě v Praze.

### Věznění, stanný soud, ...
Marie a Soběslav Sobkovi byli zprvu vězněni ve věznicích gestapa v Praze (především na Pankráci) a nejspíše v září 1942 byli oba převezeni do vazební věznice pražského gestapa v Malé pevnosti v Terezíně.
Vězni z Malé pevnosti Terezín chodili na práci do jatek v Terezíně, kde funkci veterináře vykonával MVDr. Miloš Nádvorník. S ním navázal spojení bratr Marie Sobkové František Tröster. Bylo tak vytvořeno ilegální spojení, kterým se Mariinu bratrovi dařilo manželům Sobkovým pašovat (v tubách od pasty) jídlo, nejrůznější zprávy, vzkazy či novinové výstřižky.
Za odbojovou činnost a napomáhání parašutistům byli oba manželé Sobkovi odsouzeni v nepřítomnosti v Praze stanným soudem 29. září 1942 k trestu smrti. Dne 23. října 1942 byli Marie Sobková a Soběslav Sobek převezeni hromadným transportem do koncentračního tábora Mauthausen a o den později (24. října 1942) je zde zavraždili střelou z malorážní pistole do týla společně s dalšími spolupracovníky a rodinnými příslušníky atentátníků při fingované zdravotní prohlídce (v odstřelovacím koutě mauthauzenského „bunkru“). Marie Sobková byla popravena dopoledne v 9.14, její manžel MUDr. Soběslav Sobek byl zavražděn odpoledne ve 14.50.

### Milada Frantová
Oční lékařka MUDr. Milada Frantová byla zatčena v červnu 1942, vězněna v Praze a v Malé pevnosti v Terezíně, 29. září 1942 byla stanným soudem v Praze v nepřítomnosti odsouzena k trestu smrti, 23. října 1942 byla převezena do koncentračního tábora Mauthausen, kde byla 24. října 1942 popravena v pořadí jako první z československých vlastenců ten den zavražděných v odstřelovacím koutě mauthauzenského „bunkru“.

## Ocenění a pamětní desky
- Dne 19. června 1947 v Praze udělil prezident Československé republiky Dr. Edvard Beneš Marii Sobkové (účastnici národního boje za osvobození) in memoriam Československý válečný kříž 1939 (číslo matriky 38.946).[1] Dekret byl signován armádním generálem Ludvíkem Svobodou a byl udělen „v uznání bojových zásluh, které získala v boji za osvobození Republiky Československé“.[3]
- V Italské ulici číslo popisné 36/25 na pražských Vinohradech byla 10. dubna 2017 z iniciativy Městské části Praha 2 (a Ing. Karla Polaty) odhalena pamětní deska věnovaná památce manželů Sobkových.[6] V bytě v tomto činžovním domě bydleli od 1. ledna 1940 manželé Marie Sobková a MUDr. Soběslav Sobek.[6] Na desce je nápis: „V tomto domě žili obětaví členové odboje Marie Sobková a MUDr. Soběslav Sobek. Za pomoc výsadku Anthropoid byli popraveni nacisty 24. října 1942 v Mauthausenu. U příležitosti 75. výročí operace Anthropoid věnuje městská část Praha 2.[6][17]
- Její jméno (Sobková Marie roz. Trösterová *6.7.1902) je uvedeno na pomníku při pravoslavném chrámu svatého Cyrila a Metoděje (adresa: Praha 2, Resslova 9a). Pomník byl odhalen 26. ledna 2011 a je součástí Národního památníku obětí heydrichiády.[18][19][20]

Ocenění a pamětní desky
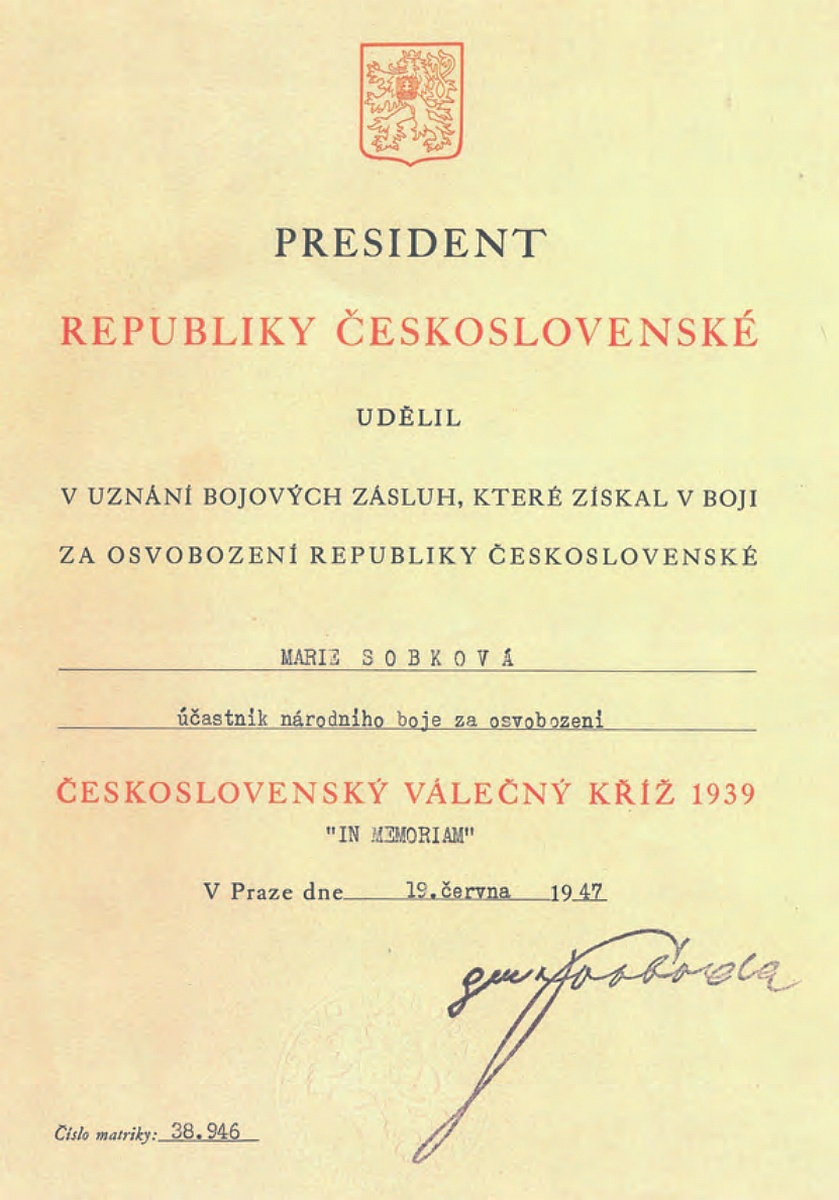
Československý válečný kříž 1939 (1947)
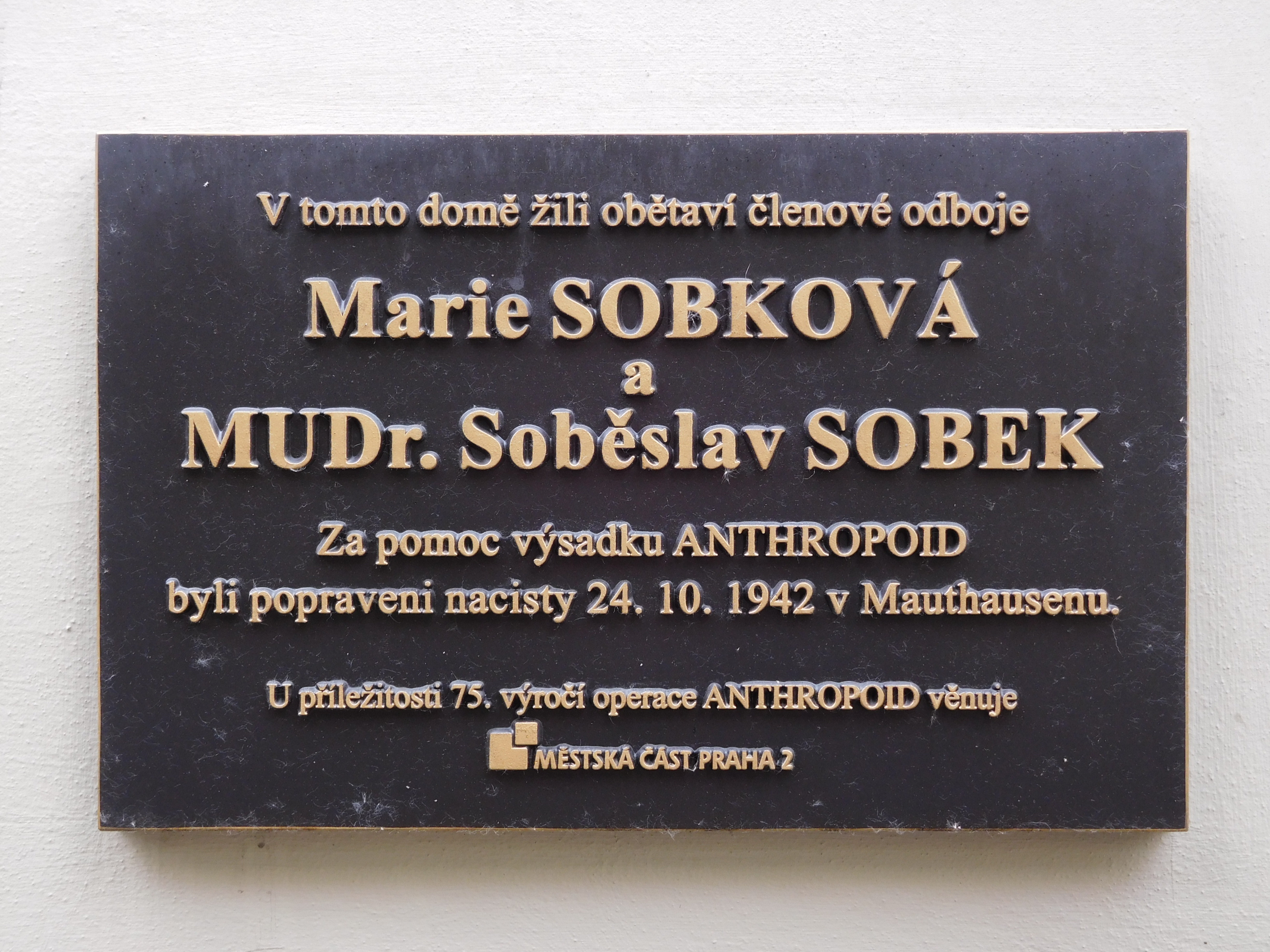
Pamětní deska v Italské ulici číslo popisné 36
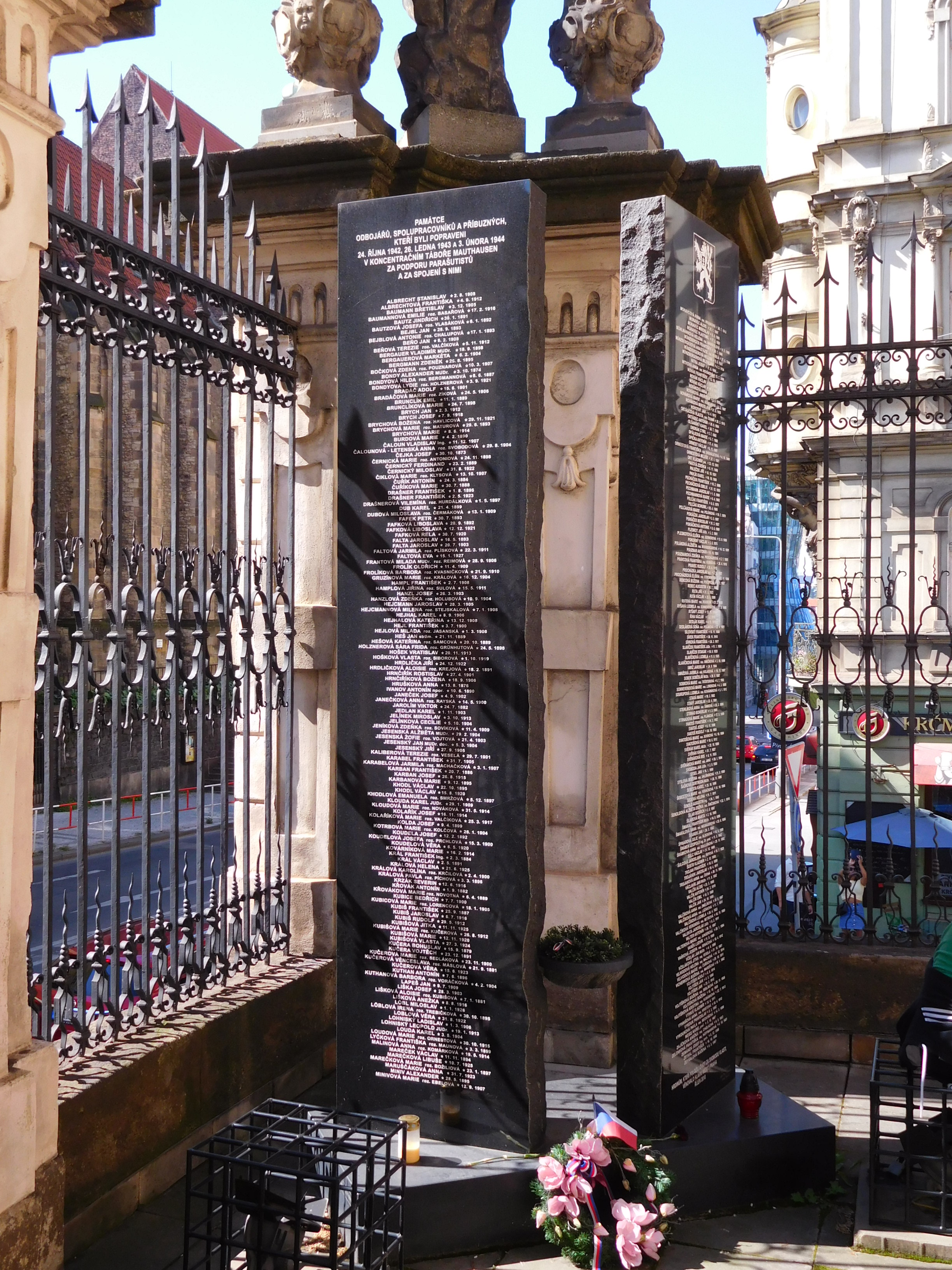
Pomník odbojářům popraveným a umučeným v souvislostí s operací Anthropoid (Resslova ulice)